# HD25515
HD25515 — хімічно пекулярна зоря спектрального класу F0, що має видиму зоряну величину в смузі V приблизно  8,6.
Вона  розташована на відстані близько 550,0 світлових років від Сонця.